# Поповаць (Вочин)
Поповаць (хорв. Popovac) — населений пункт у Хорватії, у Вировитицько-Подравській жупанії у складі громади Вочин.

## Населення
Населення за даними перепису 2011 року становило 0 осіб.
Динаміка чисельності населення поселення:

## Клімат
Середня річна температура становить 10,78 °C, середня максимальна – 24,64 °C, а середня мінімальна – -5,14 °C. Середня річна кількість опадів – 815 мм.
| Клімат поселення                              | Клімат поселення | Клімат поселення | Клімат поселення | Клімат поселення | Клімат поселення | Клімат поселення | Клімат поселення | Клімат поселення | Клімат поселення | Клімат поселення | Клімат поселення | Клімат поселення | Клімат поселення |
| Показник                                      | Січ.             | Лют.             | Бер.             | Квіт.            | Трав.            | Черв.            | Лип.             | Серп.            | Вер.             | Жовт.            | Лист.            | Груд.            |                  |
| Середній максимум, °C                         | 7,10             | 8,33             | 12,75            | 16,62            | 21,52            | 24,64            | 23,67            | 23,09            | 19,20            | 14,60            | 9,09             | 4,84             |                  |
| Середня температура, °C                       | 0,97             | 2,19             | 6,62             | 10,50            | 15,40            | 18,51            | 20,44            | 19,87            | 15,97            | 11,38            | 5,87             | 1,62             |                  |
| Середній мінімум, °C                          | −5,14            | −3,91            | 0,50             | 4,38             | 9,26             | 12,39            | 17,22            | 16,65            | 12,75            | 8,16             | 2,64             | −1,58            |                  |
| Норма опадів, мм                              | 49               | 45               | 52               | 66               | 77               | 96               | 76               | 80               | 66               | 69               | 78               | 61               |                  |
| Середньомісячна швидкість вітру, м/с          | 2.20             | 2.43             | 2.72             | 2.62             | 2.38             | 2.18             | 2.10             | 1.92             | 2.00             | 2.04             | 2.17             | 2.22             |                  |
| Середньомісячна сонячна радіація, кДж/м²·день | 4212             | 6962             | 10807            | 15176            | 19306            | 21361            | 22149            | 19822            | 14645            | 9171             | 4787             | 3539             |                  |
| --------------------------------------------- | ---------------- | ---------------- | ---------------- | ---------------- | ---------------- | ---------------- | ---------------- | ---------------- | ---------------- | ---------------- | ---------------- | ---------------- | ---------------- |
| Джерело:                                      |                  |                  |                  |                  |                  |                  |                  |                  |                  |                  |                  |                  |                  |